# Sakamoto Yoshiyuki
Yoshiyuki Sakamoto (sinh ngày 30 tháng 5 năm 1972) là một cầu thủ bóng đá người Nhật Bản.

## Sự nghiệp câu lạc bộ
Yoshiyuki Sakamoto đã từng chơi cho Yokohama Flügels.

## Thống kê câu lạc bộ

### J.League
| Đội              | Năm       | J.League | J.League | J.League Cup | J.League Cup | Tổng cộng | Tổng cộng |
| Đội              | Năm       | Trận     | Bàn      | Trận         | Bàn          | Trận      | Bàn       |
| ---------------- | --------- | -------- | -------- | ------------ | ------------ | --------- | --------- |
| Yokohama Flügels | 1992      | -        | -        | 0            | 0            | 0         | 0         |
| Yokohama Flügels | 1993      | 3        | 0        | 1            | 0            | 4         | 0         |
| Yokohama Flügels | 1994      | 0        | 0        | 0            | 0            | 0         | 0         |
| Yokohama Flügels | 1995      | 0        | 0        | -            | -            | 0         | 0         |
| Yokohama Flügels | 1996      | 0        | 0        | 0            | 0            | 0         | 0         |
| Tổng cộng        | Tổng cộng | 3        | 0        | 1            | 0            | 4         | 0         |